# La Sintesi
La Sintesi è stato un gruppo musicale pop rock italiano attivo dal 1991 al 2003, che ha guadagnato popolarità grazie alla partecipazione al Festival di Sanremo 2002.

## Storia del gruppo
Il gruppo nasce nel 1991 nell'hinterland milanese, composto da quattro giovani. Dopo due anni di esperienza live e la vittoria dell'edizione 1993 della rassegna musicale Rock Targato Italia, i quattro ragazzi entrano nello studio di registrazione e compongono due demo.
Grazie all'amicizia con Morgan dei Bluvertigo allacciano contatti con la Sony Music. Nel 1997 sono tra i vincitori di the Rock Targato Italia e partecipano con Bianco all'omonima compilation. Morgan li aiuta nella produzione del loro primo album, L'eroe romantico, registrato nel 1998 e pubblicato nel giugno 1999 dalla Sony Music. Dall'album vengono estratti i singoli Tempo alle mie voglie, Sbalzi d'amore e Curiosità. Per i brani Tempo alle mie voglie e Curiosità sono stati realizzati i videoclip. Durante la promozione dell'album il gruppo partecipa all'MTV Brand New Tour.
Nel maggio del 2001 comincia il lavoro al secondo album, che coinvolge Pino Pischetola (che ha lavorato anche con artisti di fama mondiale come Depeche Mode e Robert Palmer): dopo un singolo iniziale, Stare fuori del settembre 2001, l'album viene pubblicato nel marzo 2002 con il titolo Un curioso caso; la pubblicazione slitta di due mesi dall'iniziale gennaio per la partecipazione al Festival di Sanremo 2002 (Sezione giovani) con il brano Ho mangiato la mia ragazza, che fa conoscere la band al grande pubblico e diventa il secondo singolo. Il terzo è invece Un giorno noi due. Anche da questo disco sono stati realizzati due videoclip, dei brani Ho mangiato la mia ragazza e Un giorno noi due.
Il gruppo si scioglie nel 2003. Nel 2006 il cantante Lele Battista esordisce da solista.

## Formazione
- Michele Sabella (Morbegno 8 maggio 1977) - batteria
- Giuseppe Sabella (Morbegno, 30 luglio 1972) - basso
- Giorgio Mastrocola (Milano, 3 maggio 1977) - chitarre
- Lele Battista (Milano, 30 agosto 1975) - voce, chitarre, tastiere

## Discografia
- 1999 - L'eroe romantico
- 2002 - Un curioso caso